# Beyerdynamic

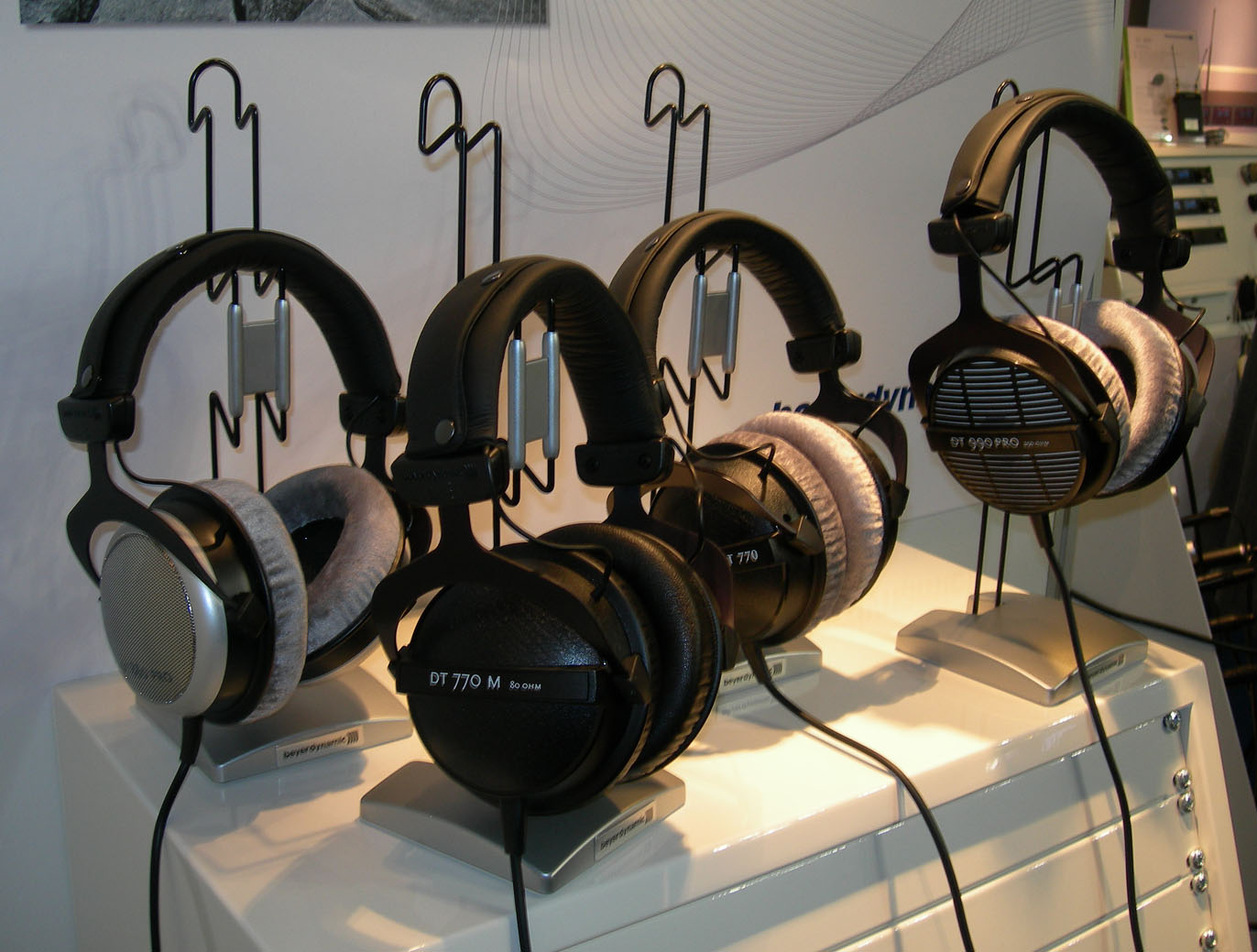
Auriculares de la marca Beyerdynamic: DT 880 PRO, DT 770 M, DT 770, DT 990 PRO.

Beyerdynamic GmbH & Co. KG es una empresa alemana fundada en Berlín en 1924 por Eugen Beyer. Se dedica a la manufactura de equipo profesional de audio como micrófonos, auriculares, sistemas inalámbricos y sistemas de microfonía para conferencias y su sede está ubicada en la ciudad de Heilbronn. 

## Historia
Eugen Beyer, nacido en 1903 en San Petersburgo, tras la revolución rusa se mudó con su familia a Suecia y a principios de la década de 1920 se trasladaron a Berlín, donde entonces se encontraba el epicentro de la tecnología del audio. En 1924, poco desupués de que el cine sonoro hubiera dado sus primeros pasos, Beyer fundó en Berlín una empresa para la fabricación de altavoces. En 1937 se desarrolló el teléfono dinámico (medición) DT 48, el primer auricular en el mundo. También desarrolló el altavoz de bocina y el primer dispositivo de grabación magnética.
El éxito de Beyerdynamic empezó realmente en la década de los años 1930. En 1937 se desarrolló con el DT 48 el primer auricular audiófilo dinámico. Dos años más tarde, se desarrolló el primer micrófono dinámico para estudios (M 19), que fue elegido por el Reichs-Rundfunk-Gesellschaft (RRG) como unidad estándar para la presentación de informes. Incluso después del final de la Segunda Guerra Mundial Beyerdynamic pudo mantener el éxito en el mercado de los equipos de grabación profesional. Además, Beyerdynamic desarrolló altavoces para salas de cines profesionales.
Debido a la destrucción de las instalaciones y maquinaria en la Segunda Guerra Mundial la empresa se trasladó a Heilbronn en 1948. Allí, la compañía produjo inicialmente en un antiguo casino de ex-oficiales del Ejército. En 1959, tras la repentina muerte de Eugen Beyer, su hijo Fred R. Beyer (1934-2008) tomó el mando de la empresa. En 1960 se compró un edificio nuevo donde hasta hoy en día se dirige y realiza el desarrollo, diseño y fabricación, ventas y gestión comercial. Desde 2005, en un barrio de Böckingen está situado el servicio y centro de logística (SLC) para los envíos, el almacén de piezas de acabado y servicio y el departamento de reparaciones.
Durante los Juegos Olímpicos de Seúl 1988 todos los equipos de retransmisión estaban equipados con auriculares de Beyerdynamic.
En la actualidad Beyerdynamic tiene gran presencia en el ámbito profesional con el modelo DT-100 de auriculares de 16 y 400 ohmios utilizados en infinidad de aplicaciones en estudios musicales y televisión. El modelo ha sido mejorado con el DT-150 con una mejor respuesta de graves.